# AP Hogeschool Antwerpen
AP Hogeschool Antwerpen is een pluralistische Vlaamse hogeschool in Antwerpen, Mechelen en Turnhout. In totaal studeren er zo’n 17.000 studenten.
De hogeschool biedt 26 professionele bacheloropleidingen aan, 17 graduaatsopleidingen en 9 masteropleidingen. Ook de wereldbefaamde Schools of Arts (Koninklijk Conservatorium Antwerpen en Koninklijke Academie voor Schone Kunsten) horen tot AP Hogeschool. De hogeschool is ontstaan uit de fusie tussen Artesis Hogeschool Antwerpen en Plantijn Hogeschool. Op 12 december 2012 werd Artesis Plantijn Hogeschool Antwerpen als nieuwe naam voor de Antwerpse fusie bekendgemaakt. AP Hogeschool is ook lid van AUHA, de Associatie Universiteit en Hogescholen Antwerpen.

## Onderwijsaanbod

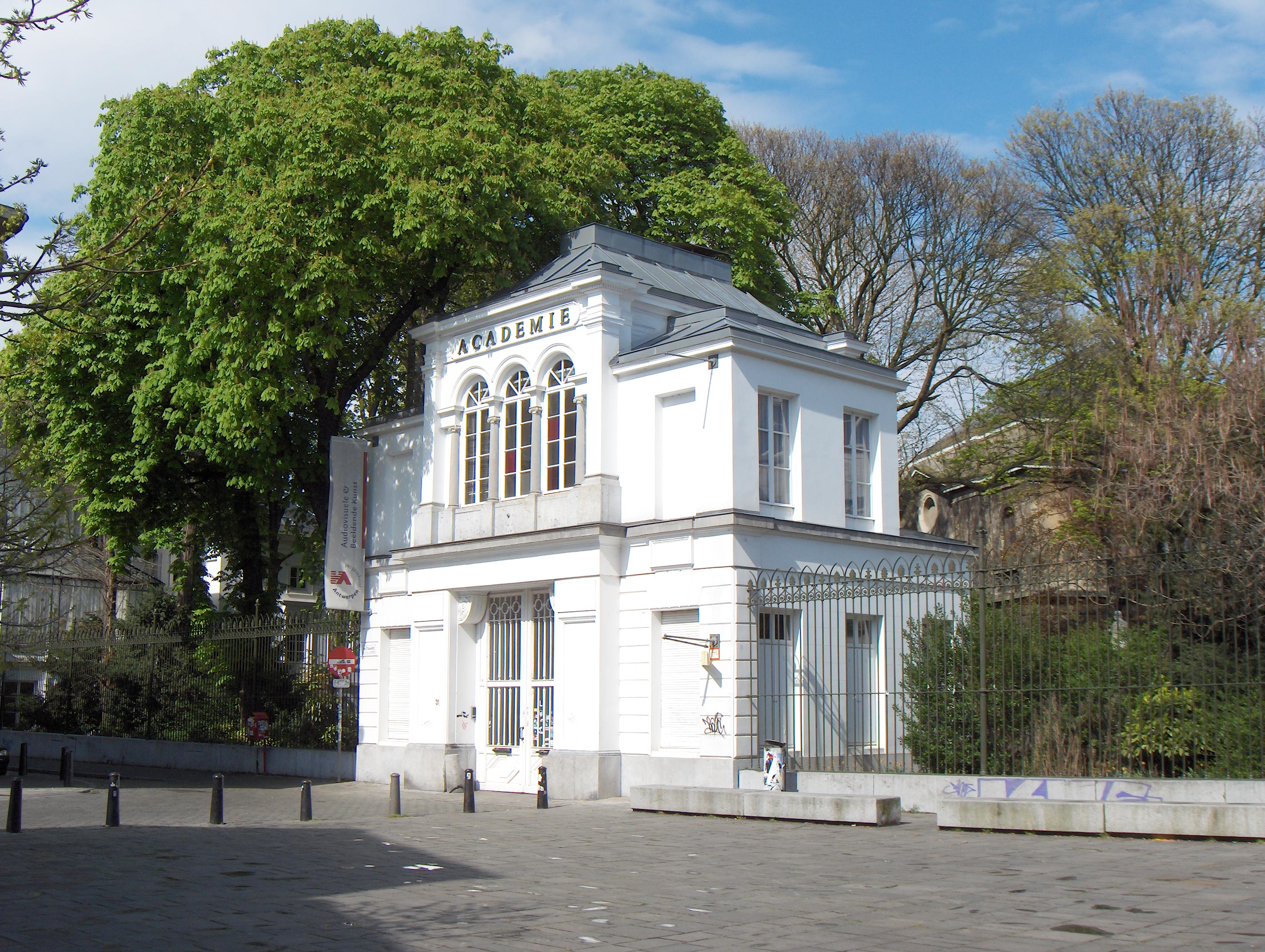
Gebouw van de Academie voor Schone Kunsten, een School of Arts van AP Hogeschool

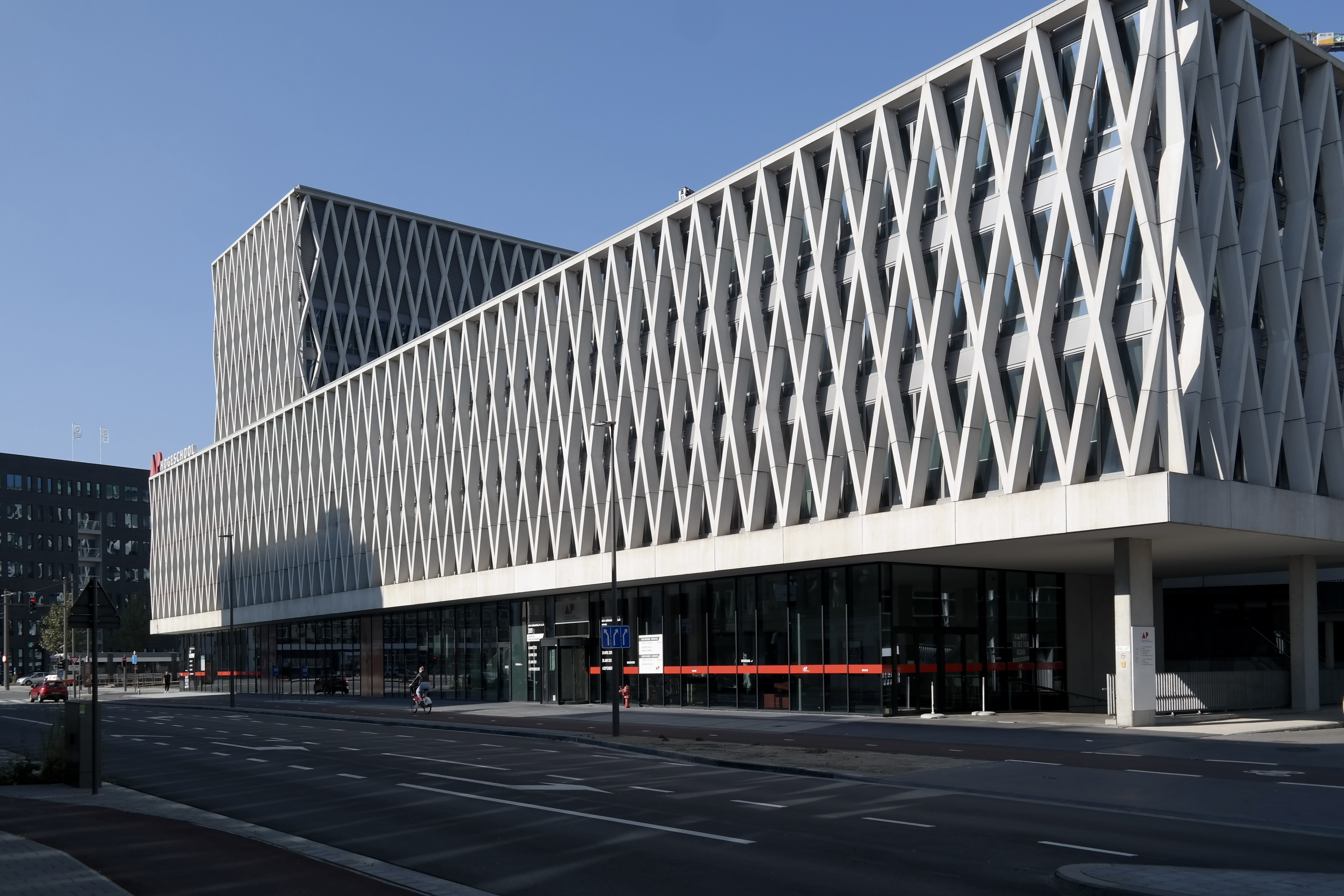
Campus Noorderplaats

AP Hogeschool Antwerpen bestaat uit 6 departementen en 2 Schools of Arts:
- Departement Gezondheid & Wetenschap
- Departement Business & Recht
- Departement Onderwijs & Training
- Departement Industrie & Omgeving
- Departement Media, Design & IT
- Departement Mens & Maatschappij
- Koninklijk Conservatorium Antwerpen
- Koninklijke Academie voor Schone Kunsten van Antwerpen

## Campussen
De hogeschool heeft 10 campussen, in Antwerpen, Turnhout en Mechelen. De hoofdzetel van de hogeschool is gevestigd in de Lange Nieuwstraat in Antwerpen. In september 2024 opende  de nieuwe hightech STEM-campus Hallen in het hart van de nieuwe Slachthuiswijk op Antwerpen Dam. 
Vanaf september 2015 zijn de campussen Boom, Mechelen, Paardenmarkt, Merksem en 't Zuid samengebracht in de grootste campus, Spoor Noord. Deze omvat de campussen Noorderplaats, Ellermanstraat en Viaduct. Met een oppervlakte van 46.500m² is er plaats voor 7500 studenten. Ook het Student Center is er gevestigd in de Lichttoren. 
Met de integratie van de graduaatsopleidingen en de educatieve lerarenopleidingen kreeg AP Hogeschool nieuwe campussen in Mechelen en Turnhout.
- Campus Spoor Noord - Noorderplaats (Gezondheid & Wetenschap, Mens & Maatschappij, Onderwijs & Training)
- Campus Spoor Noord - Ellermanstraat (Industrie & Omgeving en Media, Design & IT)
- Campus Spoor Noord - Viaduct (gedeelde campus)
- Campus Spoor Noord - Lichttoren (Student Center)
- Campus Hallen (Gezondheid & Wetenschap en Industrie & Omgeving)
- Campus Kronenburg (Gezondheid & Wetenschap)
- Campus Lange Nieuwstraat (algemene diensten)
- Campus Meistraat (Business & Recht en Media, Design & IT)
- Campus Mutsaard (Koninklijke Academie voor Schone Kunsten Antwerpen)
- Campus deSingel (Koninklijk Conservatorium Antwerpen)
- Campus Dodoens in Mechelen (graduaten, educatieve bachelor secundair onderwijs in verkort traject)
- Campus Blairon in Turnhout (graduaten, educatieve bachelor secundair onderwijs in verkort traject)

## Graduaten
Vanaf het academiejaar 2019-2020 zijn de opleidingen van hoger beroepsonderwijs niveau 5 (HBO5), die voordien door de centra voor Volwassenenonderwijs (CVO's) georganiseerd werden, overgedragen aan de hogescholen en omgezet naar tweejarige graduaten. De AP Hogeschool creëerde 17 nieuwe graduaatsopleidingen en nam enkele campussen van de CVO's over. Sinds het academiejaar 2019-2020 heeft de hogeschool ook vestigingen in Mechelen en Turnhout, op deze nieuwe locaties worden ook verkorte educatieve bachelors secundair onderwijs ingericht. In het academiejaar 2019-2020 steeg het aantal studenten, met de komst van de graduaatsopleidingen, met 22 procent naar bijna 15.000 studenten.

## AP for Professionals
In april 2020 nam AP Hogeschool het Provinciaal Veiligheidsinstituut en Inovant over van het provinciebestuur van Antwerpen. Omdat levenslang leren en innoveren  onontbeerlijk zijn geworden in onze maatschappij. De opleidingen werden nog tot eind 2022 in het Coveliersgebouw georganiseerd. Vanaf januari 2023 verhuisde het Veiligheidsinstituut naar campus Lange Nieuwstraat. AP for Professionals.

## Historiek -  Fusie in 2013
Op 5 juli 2012 keurde het Vlaams parlement een nieuwe hervorming van het hoger onderwijs goed, als uitvoering van de Bolognaverklaring van 1999, de hervorming van het Europees onderwijs die de bachelor-masterstructuur invoerde. Vanaf academiejaar 2013-2014 worden academische hogeschoolopleidingen geïntegreerd in de universiteiten (academisering), hogescholen in Antwerpen en Limburg worden samengevoegd en er komt genderevenwicht in vele bestuursraden:
- Door de academisering wordt het verschil tussen academische opleidingen aan de universiteiten en opleidingen van academisch niveau in de hogescholen opgeheven. De 22.000 betrokken studenten worden niet fysiek verplaatst, maar de universiteiten worden wel verantwoordelijk voor het onderwijs- en onderzoeksbeleid, de kwaliteitszorg, het personeelsbeleid en het uitreiken van de diploma’s. Het betrokken personeel maakt de overstap naar de universiteit met behoud van rechten en plichten. De academische kunstopleidingen zijn een uitzondering en blijven door hun specifieke karakter binnen de hogescholen. Om de academisering goed te begeleiden komt er wel een School of Arts, een aparte structuur waarin ook de universiteiten zetelen.
- In oktober 2013 worden nieuwe pluralistische hogescholen opgericht door fusies met een grotere autonomie voor hun werking en hun samenstelling. In Antwerpen fusioneren Artesis en Plantijn. Pascale de Groote werd algemeen directeur van de AP Hogeschool Antwerpen, zij was van 2001 tot 2013 departementshoofd van het Koninklijk Conservatorium Antwerpen.

## Studentenverenigingen
Binnen AP Hogeschool zijn er verschillende erkende studentenclubs waaronder:
- VADA (Bedrijfskunde, Lerarenopleiding en Sociaal Werk)
- Dyonisos (Bedrijfsmanagement en Sociaal-agogisch werk)
- Bovis Grafica (Grafische en Digitale Media)
- Media (Communicatie, Journalistiek, Organisatie & Management en Marketing- en Communicatiesupport)
- Nucleo (Toegepaste Wetenschappen en Onderwijs)
- Technica (Wetenschap en Techniek)
- De Stuivers (Verpleegkunde, vroedkunde en ergotherapie)